# Igor Marenić
Igor Marenić (Mali Lošinj, 2. siječnja 1986.), hrvatski jedriličar, olimpijski, svjetski i europski prvak, sudionik Olimpijskih igara.
Počeo se baviti jedrenjem u rodnom Cresu, u JK Reful 1995. godine u klasi Optimist, od 1998. do 2001. bio hrvatski reprezentativac, a 2000. godine peti na Svjetskom prvenstvu.
Za hrvatsku je reprezentaciju u jedrio klasi optimist 1998. godine, od kada se znade sa Šimom Fantelom. Na nagovor Fantelina oca Ede, Igor se preselio u Zadar, jer je Edo Fantela prepoznao da će ovaj dvojac moći mnogo napraviti u klasi 470.
Godine 2001. prelazi u Zadar, u JK Sv. Krševan, gdje sa Šimom Fantelom u klasi 470 postaje svjetski juniorski prvak 2003., 2005. i 2007., a europski prvak 2005. godine.
Godine 2008. osvaja 9. mjesto na Olimpijskim igrama, a 2009. postaje svjetski i europski prvak, te osvaja srebrnu medalju na Mediteranskim igrama.
Na Olimpijskim igrama u Rio de Janeiru je u paru sa Šimom Fantelom u klasi 470 osvojio zlatnu medalju. Trener ovog trofejnog dvojca je Šimin otac Edo Fantela.
Dobitnik priznanja Pro Insula Grada Cresa 2010. godine.  2014. je godine dobio nagradu za šport Franjo Bučar u kategoriji pojedinaca.
Na nagovor roditelja, studirao je geodeziju u Zagrebu, gdje je i diplomirao 2011. godine. Studirao je izvanredno sa Šimom Fantelom, a zajedno su imali i studentsku sobu u Domu Stjepana Radića.

## Vanjske poveznice
- [neaktivna poveznica] Hina (H): Sve medalje Šime Fantele i Igora Marenića, 18. kolovoza 2016.